# Cotaxtla
Cotaxtla è una municipalità dello stato di Veracruz, nel Messico centrale, il cui capoluogo è la località omonima.
Conta 19.710 abitanti (2010) e ha una estensione di 537.81 km². 	 		
Il nome della località in lingua nahuatl significa vicino uomini intrepidi.